# Coryphisoptron flavifrons
Coryphisoptron flavifrons är en tvåvingeart som först beskrevs av Oswald Duda 1930.  Coryphisoptron flavifrons ingår i släktet Coryphisoptron och familjen fritflugor. Inga underarter finns listade i Catalogue of Life.